# 馬達加斯加蝴蝶魚
馬達加斯加蝴蝶魚，為輻鰭魚綱鱸形目蝴蝶魚科的其中一種。

## 分布
本魚分布於印度洋區，包括東非、紅海、南非、葛摩、馬達加斯加、模里西斯、留尼旺、塞席爾群島、聖誕島、可可群島、斯里蘭卡、馬爾地夫、印尼、越南等海域。

## 深度
水深0至25公尺。

## 特徵
本魚體呈方圓形，吻突出，體色在頭部為銀色，至身體時漸轉變成白色。明顯的特徵為體後方有一橘紅色的大斜帶，從背鰭軟條部延伸至臀鰭軟條部，且在尾鰭上也有一橘黃色條紋。體側有數條「ㄑ」字型的細條紋。頭部有條帶白邊的條紋通過眼睛，額頭有一白緣的黑斑。背鰭硬棘12至13枚、背鰭軟條18至20枚；臀鰭硬棘2至3枚、臀鰭軟條15至17枚。體長可達13公分。

## 生態
本魚棲息在礁石區外圍，成對出現，屬雜食性，以藻類、浮游生物、無脊椎動物等為食。

## 經濟利用
為觀賞性魚類，不供食用。